# Två fastkedjade apor
Två fastkedjade apor är en oljemålning av den flamländske renässanskonstnären Pieter Bruegel den äldre. Den är daterad 1562, signerad BRVEGEL och sedan 1931 utställd på Gemäldegalerie i Berlin. 
Bruegels lilla (20 gånger 23 cm) målning Två fastkedjade apor utfördes året före hans flytt från Antwerpen till Bryssel i samband med giftermålet med Mayken Coecke. Den avbildar två fastkedjade apor av arten cercocebus torquatus som placerats i öppningen till ett välvt fönster. Med känslighet och empati har Bruegel skildrat apornas uttryck och resignation. De tunga kedjorna, det massiva murverket och den låga fönsterbågen förstärker intrycket av instängdhet. I den disiga bakgrunden kan man urskilja Antwerpen och dess hamn vid den breda floden Schelde, liksom Vårfrukatedralens höga torn.   
Konstnären anses ofta ha velat förmedla moraliska och politiska budskap med sin konst. Även denna tavla har varit föremål för många tolkningar, dock utan att någon enskild blivit accepterad som den rätta. Sannolikt var han dock bekant med den italienska konstnären Gentile da Fabrianos Konungarnas tillbedjan som också avbildar fastkedjade apor.    